# قاسم رمضان‌پور نرگسی
قاسم رمضان‌پور نرگسی (زاده شهریور ۱۳۳۷، صومعه سرا)، نماینده مردم صومعه سرا در دوره‌های چهارم و پنجم مجلس شورای اسلامی بوده‌است.

## زندگی
قاسم رمضانپور، در شهریور ۱۳۳۷ در صومعه سرا متولد شد. از همان دوران کودکی علاقه خود را به علم آموزی نشان داد و خیلی زود استعدادش در میان دوستان و هم سن و سالانش نمود پیدا کرد. او تحصیلات ابتدایی و متوسطه را در زادگاه خود گذراند و در رشته فیزیک دانشکده علوم دانشگاه تهران پذیرفته شد.
قاسم رمضانپور پس از فارغ‌التحصیلی در مقطع کارشناسی علی‌رغم قبولی در آزمون اعزام به خارج، برای خدمت در جهاد سازندگی عازم کهگیلویه و بویراحمد شد ولی هنوز مدت زیادی از خدمت او در آن استان نگذشته بود که با رسیدن خبر شهادت برادر به گیلان بازگشت و در جهاد سازندگی گیلان مشغول به خدمت شد تا در کنار مادر باشد. رمضانپور پس از دو دوره نمایندگی مجلس، به عنوان معاون حقوقی، پشتیبانی و امور مجلس وزیر ارتباطات منصوب شد. با پایان کار دولت دوم سید محمد خاتمی و آغاز دوران ریاست جمهوری محمود احمدی‌نژاد، قاسم رمضانپور نیز مانند دیگر اصلاح طلبان از قوه مجریه خارج شد. قاسم رمضانپور که در آن زمان کارشناس ارشد مهندسی صنایع از دانشگاه صنعتی امیر کبیر بود پس از خروج از وزارت ارتباطات به دانشگاه بازگشت که حاصل این دوره از زندگی او اخذ مدرک دکترا با درجه ممتاز و ارائه ده‌ها مقاله علمی، پایان‌نامه و پروژه صنعتی است. قاسم رمضانپور هم‌اکنون استاد دانشکده کارآفرینی دانشگاه تهران و معاون تجاری سازی و انتقال فناوری سازمان پژوهشهای علمی وصنعتی ایران و نماینده دولت در کمیسیون حمایت از صنایع است. در اردیبهشت سال ۹۷ طی حکمی از سوی محمدباقر نوبخت معاون رئیس‌جمهور و رئیس سازمان مدیریت و برنامه‌ریزی کشور، قاسم رمضانپورنرگسی به سمت معاونت مجلس و توسعه منطقه ای این سازمان منصوب شد.

## نمایندگی مجلس چهارم
قاسم رمضانپور از چهره‌های سیاسی منسوب به اصلاح طلبان در استان گیلان است. او برای اولین بار در مجلس چهارم شورای اسلامی با رای مردم شهرستان صومعه سرا وارد مجلس شد. قاسم رمضانپور در دوره چهارم مجلس از نمایندگان معتدل و نزدیک به هاشمی رفسنجانی رئیس‌جمهور وقت ایران محسوب می‌شد.

## نمایندگی مجلس پنجم
با پایان کار مجلس چهارم قاسم رمضانپور با رای چشمگیر مردم شهرستان صومعه سرا به مجلس پنجم شورای اسلامی راه پیدا کرد. صاحب نظران دوره پنجم مجلس را اوج دوران خدمت قاسم رمضانپور می‌دانند. وی در این دوره عضو و نایب رئیس کمیسیون صنایع و معادن مجلس بود. رمضانپور در انتخابات ریاست جمهوری ایران (۱۳۷۶) از سید محمد خاتمی حمایت کرد.

## پس از مجلس پنجم
قاسم رمضانپور در حالی که از موفق‌ترین نمایندگان مجلس پنجم شورای اسلامی بود در انتخابات مجلس ششم عرصه را به رقیب سنتی وسرشناس خود محمدتقی رنجبر چوبه واگذار کرد. رمضانپور پس از عدم راهیابی به مجلس ششم به وزارت ارتباطات رفت و معاونت وزیر در امور حقوقی، پشتیبانی و امور مجلس را برعهده گرفت.
رمضانپور پس از پایان کار دولت خاتمی و آغاز به کار دولت احمدی‌نژاد به دانشگاه بازگشت و فعالیت‌های علمی تحقیقاتی خود را ادامه داد.

## سوابق اجرایی
همکاری با جهادسازندگی ۵۷–۶۴
همکاری با بخش لیزر سازمان انرژی اتمی ایران ۶۵–۶۶
همکاری با سازمان پژوهش‌های علمی و صنعتی ایران ۶۷–۷۱
نماینده مجلس شورای اسلامی ۷۱–۷۹
معاون وزیر ارتباطات ۷۹–۸۴
معاون سازمان پژوهش‌های علمی و صنعتی ایران ۸۴–۹۴
مجری طرح بررسی قابلیت‌های سازمانی و پیش‌نیازهای لازم برای اجرای موفقیت‌آمیز مدیریت کیفیت جامع وزارت ارتباطات و فناوری اطلاعات
ناظر طرح دیپلماسی فناوری- اهداف و سیاست‌ها وزارت امور خارجه جمهوری اسلامی ایران
مجری طرح آسیب‌شناسی شرکت پست جمهوری اسلامی ایران براساس مدل تعالی سازمانی- EFQM شرکت پست جمهوری اسلامی ایران
مجری طرح طراحی مدل مطلوب سیستم اطلاعات منابع انسانی – HRIS وزارت ارتباطات و فناوری اطلاعات
ناظر تدوین دستورالعمل ارزیابی فناوری در پروژه‌های صنعتی وزارت صنعت، معدن و تجارت
نویسنده رساله مرجع ارائهٔ الگوی کارآفرینی فناورانه در شرکت‌های دانش‌بنیان مستقر در پارک‌های علم و فناوری در سطح کشور دانشگاه تهران- دانشکده مدیریت